# 8 Regiment Pieszy Buławy Polnej Koronnej

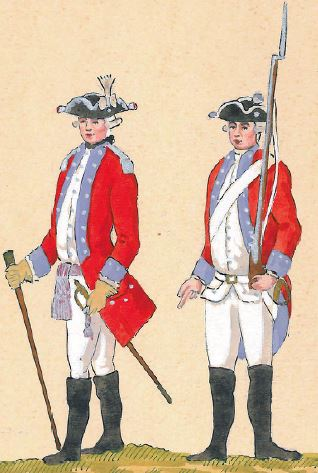
Żołnierze regimentu Buławy Polnej Koronnej w 1775

8 Regiment Pieszy Buławy Polnej Koronnej – oddział piechoty armii koronnej wojska I Rzeczypospolitej.

## Formowanie i zmiany organizacyjne
Uchwalony na sejmie 1717 roku komput wojska koronnego przewidywał zorganizowanie regimentu buławy polnej koronnej w sile 850 porcji. Faktyczny stan regimentu w 1719 roku wynosił 620 żołnierzy, w tym 132 oficerów i podoficerów i 488 szeregowych. Najbardziej okazałych żołnierzy dobierano do kompanii grenadierskiej. Z każdych dziesięciu żołnierzy wybierano też starszego szeregowego (gefrajtera). Podoficerów mianował szef regimentu spośród zaproponowanych przez kapitanów żołnierzy wyróżniających się i piśmiennych, a oficerów mianował hetman na wniosek szefa jednostki.
W 1755 roku liczył 454 żołnierzy, w tym 320 szeregowych.
Sejm roku 1776 ułożył nowy etat wojska, zmieniając znacznie jego strukturę. Regiment miał liczyć 8 kompanii, a w sumie etatowo 467 żołnierzy, a praktycznie w 1778 roku 344 głowy. Polepszenie w latach osiemdziesiątych finansów państwa spowodowało możliwość dofinansowania armii. Regiment powiększono do 695 żołnierzy. Wchodził w skład Dywizji Ukraińsko-Podolskiej.
W 1786 roku wprowadzono numeracje regimentów piechoty od 1 do 14. Regiment gwardii pozostał bez numeru.
Od 12 października 1726 regiment staje się Regimentem Pieszym Buławy Polnej Koronnej, później od 1736 r., gdy jego szef Józef Potocki został hetmanem wielkim koronnym, również regiment awansował do miana Regimentu Pieszego Buławy Wielkiej Koronnej. Awans nie oznaczał ani zmiany składu, koloru umundurowania, ani przejścia jednej jednostki pod dowodzenie innego szefa, a jedynie zmianę w nazwie oraz zwiększenie poborów porcji o 50, kosztem Regimentu Pieszego od 1735 r. szefostwa Jana Klemensa Branickiego. Po śmierci Potockiego, Branicki zwiększył etat swojego Regimentu oraz nazwę regimentu. Od 1752 r. Regiment przeszedł pod szefostwo Wacława Rzewuskiego i pozostał Regimentem Pieszym Buławy Polnej Koronnej aż do reform Sejmu Wielkiego. Od 1789 jako 8 Regiment Pieszy, który uczestniczył w 1792 w wojnie polsko-rosyjskiej w obronie Konstytucji 3 Maja.
Nazwa regimentu odzwierciedlała fakt, iż szefem jednostki był zazwyczaj hetman polny koronny. W latach 1774–1794 był nim Seweryn Rzewuski – 27 stycznia 1792 pozbawiony urzędu konstytucją sejmową znoszącą urząd hetmanów polnych, po zwycięstwie konfederacji targowickiej, której był jednym z przywódców, nadal sprawował urząd.
W 1786 roku liczył etatowo 695 żołnierzy.
Na początku istnienia nosił numer 3, a następnie numer 5 (po awansie Regimentu Czapskiego na miejsce 3). Po likwidacji buław polnych (13 stycznia 1792) spadł do numeru 8., mimo protestów kadry i odtąd oficjalnie był nazywany „Regimentem Pieszym nr 8”.
Do poprzedniej nazwy wrócił wraz z reaktywacją buławy polnej przez konfederację targowicką w sierpniu 1792, ale już bez powrotu do numeru 4.
Reformy Sejmu Wielkiego zwiększyły stany polskiej piechoty w poszczególnych regimentach. Etaty z października 1789 i maja 1792 roku zakładały istnienie regimentu składającego się z dwunastu kompanii uszykowanych w trzy bataliony, w tym jeden grenadierski i dwa fizylierskie. W praktyce nigdy takiej organizacji nie osiągnięto. W przededniu wojna w obronie Konstytucji 3 maja 4 regiment piechoty buławy polnej koronnej szefostwa Seweryna Rzewuskiego liczył 1383 żołnierzy.
Regiment oficjalnie przestał istnieć 2 maja 1793 z chwilą poddania Rosji Kamieńca Podolskiego, w którym stacjonował. Rosjanie wcielili oddział do własnej armii, nadając mu nazwę Kamienieckiego Pułku Muszkieterów.

## Barwa regimentu
W okresie panowania Sasów, w stosunku do poprzedniego okresu, mundurowanie piechoty polskiej zmieniło się całkowicie. Zniesiono używane dotychczas niebieskie mundury kroju polskiego, a strój żołnierzy upodobniono do saskiego.
Mundur oficerów regimentu składał się z pąsowej sukni wierzchniej wykonanej z dobrego gatunkowo sukna, podszytego szalonem lub rasą, kamizelki i pludrów sukiennych w barwie oddziału tj. szafirowym, oraz elementów będącej wyznacznikiem ich rangi: portepee i siateczkowej szarfy oficerskiej wykonanej z karmazynowego jedwabiu i srebrnych metalizowanych nici. Dodatkowo na piersi noszono ryngraf (rynkrag), a na rękach rękawiczki skórzane. Andrzej Grotowski będący kwatermistrzem regimentowym w randze kapitańskiej pozostawił po sobie m.in. kolet z szafirowymi obszlegami (mankietami) oraz wełniane kamasze.
Mundury podoficerów i szeregowych składały się z tzw. „munduru wielkiego” i „munduru małego”. W skład pierwszego wchodziła suknia wierzchnia w kolorze kraprotowym (czyli kolorze uzyskanym z farbowania krapem, czyli marzanną barwierską) podszyta bają w kolorze oddziału (szafirowym) i z takimiż wyłogami. Co najmniej od 1750 r. regiment zarzucił noszenia klap przy sukni wierzchniej, a co najmniej od 1755 w sukni obserwujemy prócz szafirowych mankietów (obszlegów), również taki kołnierz. Guziki wykonywano z cyny. Kamizelka miała kolor szafirowy. Na zimę doszywano do niej rękawy. Spodnie co najmniej do 1753 noszono ze skóry cielęcej, zamszowe, później zastąpione spodniami sukiennymi w barwie oddziału. W okresie letnim spodnie sukienne zastępowano pludrami płóciennymi wydawanymi co roku, natomiast pludry sukienne deponowano do komory kompanijnej. Żołnierze regimentu nosili na głowie czarne filcowe kapelusze obszywane białą wełnianą tasiemką. Podoficerowie zamiast niej mieli taśmę srebrną. W ramach oszczędności praktykowano w regimencie farbowanie znoszonych kapeluszy na kolor czarny. Prócz taśmy, kapelusze zdobiono wełnianymi kordonami z niewielkimi kutasikami. Znany jest przykład kontraktu z 1753 r. zawartego między majorem Hanickim a Samuelem Gottlibem Jaekielem na sporządzenie chwostów do kapeluszy w różnych kolorach dla poszczególnych kompanii. Po zniesieniu w 1751 r. kompanii grenadierskiej, niektórym żołnierzom przydzielono grenadier zeug, czyli wyposażenie grenadierskie na które składał się kaszkiet grenadierski wykonany ze srebrzonej blachy, sukna szafirowego i kraprotowego oraz puszla, ładownica grenadierska (większa od muszkieterskiej, przeznaczona do noszenia granatów ręcznych), kartusz noszony na pendencie (na patrony do karabinu) oraz brandrurka (verberger na lont). Żołnierze ci, pełnili służbę „po grenadiersku” jedynie w wyjątkowych okazjach (warty przy Grobie Pańskim, wizycie Radziwiłła, etc.). W latach 50. XVIII w. Regiment zażywał halsztuków wykonanych z czarnej krepy, bądź etaminu i zamykanych na klamry (zameczki) mosiężne. Zarówno podoficerowie, jak i szeregowi nosili kamasze płócienne: czarne na okres od 1.10 do 30.04 oraz w niepogodę, oraz białe na okres od 1.05-30.09 oraz od na Kirchparady i inne uroczystości. Kamasze zapinano na mosiężne lub pewterowe guziki (zazwyczaj 18 sztuk), choć z powodu braków spowodowanych dezercjami uciekano się także do stosowania guzików cynowych, łatwiejszych do wykonania. Kamasze przewiązywano rzemiennymi/skórzanymi podwiązkami. Pod kamaszami wszyscy żołnierze i oficerowie nosili białe, wełniane pończochy, Regulaminowo żołnierze mieli otrzymywać co 8 miesięcy nową parę trzewików (tak nazywano wówczas niskie obuwie piechoty), jednak jak pokazuje książeczka szewca kompanijnego i jednocześnie żołnierza, okres wydawania trzewików i ich ilość dla poszczególnych żołnierzy był bardzo nieregularny i uzależniony od stopnia ich zużycia. Niektórzy żołnierze w okresie 2 letnim potrafili otrzymać 2 lub nawet 4 pary trzewików. Elementami bielizny były półkoszulki i koszule. Z tych pierwszych zrezygnowano około 1753 r. zastępując ją trzecią koszulą. Regiment Pieszy Rzewuskiego był zresztą jedynym oddziałem, który w tych czasach wydawał żołnierzowi 6 koszul w okresie dwuletnim. Dodatkowymi elementami umundurowania nie przewidzianymi żadnym przepisem mundurowym były kitle wykonane z grubego surowego lnu bądź cwelichu i noszonymi latem zamiast sukni skarbowych. Ponieważ świetnie się sprawdzały, były sporządzane niemal w każdej kompanii regimentu przez jej dowódców. W Leibkompanii stacjonującej od 1752 r. w Podhorcach dla żołnierzy sporządzano także koce oraz szlafmyce, zwane także czapkami nocnymi, obozowymi. Te ostatnie wykonano z czerwonego sukna pod dzwon i niebieskiego pod wyłóg, oraz płótna jako podszewka. Za czasów Józefa Potockiego muzycy kompanijni wyróżniali się mundurem w odwróconych barwach tj. niebieską suknią wierzchnią z czerwonymi wyłogami, czerwoną kamizelką i spodniami oraz białymi bortami i obszyciami. Nowy szef regiment Wacław Rzewuski zrezygnował z takiego dystyngowania muzyków ujednolicając ich mundur z pozostałymi szeregowymi pozostawiając jednak borty doboskie i obszycia z białej wełny. W regimencie istniała też kapela złożona z 6 hoboistów. Od maja 1751 r. do stycznia 1753 r. rezydowali oni u księcia Lubomirskiego w Lublinie, bardziej pełniąc rolę orkiestry nadwornej niż regimentowej. W lutym 1753 r. ściągnięto (?) ich do Podhorec do boku hetmana polnego.
Zgodnie z regulaminem płaszcze sukienne w kolorze czerwonym wydawano tylko po dwa dla kompanii na lat sześć, a służyły one wyłącznie wartownikom w okresie od 15 października do 30 kwietnia. Praktyka bywała jednak inna. Leibkompania służąca w Podhorcach u boku hetmańskiego posiadała 4 surduty (tak nazywano formę płaszcza), które szybko niszczały, a brak środków na zakup nowych (w regulaminie płacy z 1717 r. nie istniała osobna pozycja na zakup płaszczy, czy surdutów, więc finansowane były one doraźnie z oszczędności własnych dowódców kompanii, lub innych kas takich jak, kasa na inwalidów, munderunkowa, czy na broń) wymuszał częste reperacje. W 1759 r. doszyto czwarty surdut z zielonego sukna.
Na wyposażenie skórzane, czyli tzw. „ledewerk” składały się pendenty skórzane z mosiężnymi klamrami. W 1753 r. zakupiono ich 403 sztuki i zdaje się, że do 1775 r. nie uległy one wymianie na nowe, a jedynie uzupełniano doraźnie. Ich stan już po kilku latach wymagał wymiany na nowe, lecz z powodu braku środków zaniechano jego wymiany. Starano się, aby każdy żołnierz posiadał tornister i patrontasz.Te ostatnio zakupiono prawdopodobnie w tym samym czasie co pendenty, natomiast tornistry sporządzano doraźnie w każdej kompanii. Kilkukrotne rewizje rekwizytów żołnierskich wskazują, iż tornistry niszczały szybko i nie każdy żołnierz je posiadał.
Regiment nigdy nie otrzymał namiotów, ani znaczków furierskich, najprawdopodobniej też nie posiadał w związku z tym sprzętu polowego tj. kociołków, toporków, czy feldflasz, choć w innych regimentach były one obecne. Źródłowo potwierdzone jest występowanie wozu jedynie w Leibkompanii, w innych pododdziałach porcje przeznaczane na ich utrzymanie dysponowali szefowie kompanii na własne cele.
Zarówno oficerowie, jak podoficerowie i szeregowi nosili harcapy przewiązane czarną wstążką. W Regimencie Buławy Polnej za czasów Rzewuskiego praktykowano wykonywanie sztucznych harcapów z pakuł konopnych.
W 1767 r. wraz ze zmianą Regulaminu płacy Komisja Wojskowa wprowadziła szereg zmian, podnosząc m.in. trakament (żołd) żołnierski oraz wprowadzając niezbędne potrącenia na zakup broni, amunicji, sprzętu polowego oraz namiotów. Ujednolicono wówczas kolor umundurowania wprowadzając we wszystkich regimentach biały kolor kamizelek i pludrów. Kolor oddziału pozostawał teraz jedynie na sukni wierzchniej, która uległa pewnemu skróceniu. W stroju tym w drugiej połowie XVIII w. zaszły pewne zmiany. Wzorem innych armii zamiast długich kurtek wprowadzono krótkie z rabatami, kapelusze zaś zastąpiły sztywne kaszkiety z blachą mosiężną zawierającą inicjały monarchy.
- po 1776: wyłogi jasnoniebieskie, guziki srebrne[30]

W roku 1789 zmieniono poważnie krój i kolor mundurów piechoty. Składał on się z kurtki zimowej koloru granatowego z wyłogami łosimi, naramiennikami srebrnymi, Lejbika białego ze stojącym kołnierzem, w lecie koletu sukiennego w kolorze białym z wykładkami podobnymi do wyłogów, zapinanego na guziki białe od dołu do góry, długich białych spodni wkładanych do butów kroju węgierskiego, wysokich do kolan i wyciętych z tyłu, a wreszcie z kołpaka okrągłego filcowego, wysokiego na około 30 cm, z sukiennym wierzchem pąsowym, daszkiem i blachą mosiężną z orłem. Żołnierze nosili poza tym halsztuki i naramiennik z czarnej szmelcowanej blachy z nicianym kutasem, jako strój zaś koszarowy – kitle i furażerki. Mundury były o wiele wygodniejsze i pozwalały na większą swobodę ruchów. Strój oficerów różnił się barankowym czarnym obszyciem czapek i galonami. Roczny koszt umundurowania piechura (wraz z przymunderunkiem) wynosił 111 zł.
- podczas insurekcji kościuszkowskiej: wyłogi niebieskie, guziki srebrne[30].

## Uzbrojenie
Uzbrojenie żołnierza piechoty składało się z karabinu skałkowego z bagnetem noszonego na czerwonym rzemieniu juchtowym (tzw. flintpasie) oraz pałasza (w XVIII w. tak nazywano każdy rodzaj broni białej o zamkniętej rękojeści) z mosiężnym gifesem. Podoficerowie jako uzbrojenie mieli: pistolet, pałasz bądź szpadę i tzw. kurcgewery, halabardy dla sierżantów i partyzany dla kaprali i podchorążych, ci ostatni nosili je będących na zwykłej powinności, np. wartach. Regulaminy przewidywały dla furierów, prócz broni bocznej parę pistoletów noszonych w olstrach konia furierskiego oraz krótki karabin. Oficerowie jako uzbrojenie posiadali szpontony i szpady, oficerowie przydzielani zaś do pododdziałów grenadierskich krótki karabinek z bagnetem. Oficerowie jeżdzący konno zaopatrywali się prywatnie także w pistolety, jednak nie stanowiło ono uzbrojenie regimentu. Cała broń palna i częściowo biała była pochodzenia saskiego. Uzbrojenie to zakupywano na dziesięć lat. W każdej kompanii znajdowały się dwa karabiny zapasowe. Broń dla regimentu zakupiono na pewno 3.05.1741 r. wówczas karabiny określano jako „2 łutowe z żelaznymi pobojczykami”. W 1750 uzupełniono uzbrojenie o zakup kolejnych 45 karabinów skałkowych w mosiężnym garniturze okuć, z bagnetami, grajcarami oraz żelaznymi pobojczykami. Broń ta służyła co najmniej do 1775 r. i była wielokrotnie reperowana. W 1775 roku ujednolicono uzbrojenie podoficerów i szeregowych, odbierając tym pierwszym broń krótką, a oficerom pozostawiając jedynie szpady.

## Żołnierze regimentu
Regimentem dowodził zazwyczaj pułkownik pełniący rolę „komendanta” oddziału. Stanowisko szefa regimentu, związane z wielkimi poborami, było najczęściej uważane za synekurę. Szefowie posiadali prawo fortragowania (przedstawiania do awansu) oficerów. Zazwyczaj jednak szefowie regimentów, którzy byli hetmanami dokładali z własnej kieszeni do niedofinansowanych budżetów regimentów.
W 1777 roku kadra oficerska regimentu składała się etatowo z dziewięciu oficerów w sztabie: szefa, pułkownika, podpułkownika, majora, regimentskwatermistrza, adiutanta, audytora i regimentsfelczera. W dowodzeniu kompanią szefa zastępował kapitan sztabowy. W kompaniach było: trzech kapitanów z kompanią, sześciu poruczników i sześciu chorążych. Razem 24 oficerów, czyli właściwą dla regimentu sześciokompanijnego, a było wynikiem przeprowadzonej z końcem 1772 roku redukcji. W 1777 roku, w wyniku decyzji Departamentu Wojskowego o rozbudowie regimentu, zapełniono na nowo zredukowane etaty. Doszli: jeden kapitan z kompanią, jeden kapitan sztabowy, dwóch poruczników i dwóch chorążych, co dało wymaganą dla ośmiokompanijnego regimentu liczbę 30 oficerów. W z 1790 roku pojawił się drugi major i trzeci kapitan sztabowy, ośmiu podporuczników i drugi adiutant. Podniosło to liczbę oficerów do 40 osób.
Każdorazowo szefem miał być hetman polny koronny. Po śmierci hetmana wielkiego koronnego Adama Mikołaja Sieniawskiego w 1726 roku następca na tym urzędzie, Stanisław Rzewuski, zabrał ze sobą na hetmaństwo wielkie regiment buławy polnej, któremu dotychczas szefował jako hetman polny koronny. Tym samym dotychczasowy regiment buławy wielkiej koronnej spadł w hierarchii na miejsce regimentu buławy polnej. Sytuacja zmieniła się za sprawą Jana Klemensa Branickiego, który po śmierci Józefa Potockiego w 1751 roku został hetmanem wielkim koronnym i przynależny mu regiment buławy polnej podniósł z powrotem do rangi regimentu buławy wielkiej, a dawny regiment buławy polnej powrócił na swoje miejsce. Nowym szefem został hetman polny koronny Wacław Rzewuski; po nim na krótko (1773–1774) Franciszek Ksawery Branicki i w końcu Seweryn Rzewuski z przerwą od 13 stycznia 1792 r. (zniesienie buławy polnej) do sierpnia 1792 roku, czyli do czasu reaktywacji buławy polnej przez konfederację targowicką. Tuż przed powrotem na stanowisko Seweryna Rzewuskiego jedynie formalnym szefem przez kilka dni był Tadeusz Kościuszko (4-10 VIII 1792).
Szefowie regimentu
- Stanisław Rzewuski (hetm. pol. kor.) (od 30 kwietnia 1706 do 12 października 1726)
- Stanisław Chomętowski (hetm. pol. kor.) (11 października 1726 zm. 2 września 1728)
- Jan Jerzy Ożarowski (oboźny kor.) (1728–1733)
- Józef Potocki (woj. kijowski) (1733–1746)[40]
- Jan Klemens Branicki (1746 – 5 czerwca 1752)
- Wacław Rzewuski (hetman 1752, w. kor. 9 kwietnia 1773)
- Franciszek Ksawery Branicki (1773, hetm. w. 8 lutego 1774)
- Seweryn Rzewuski (16 lutego 1774)
- Tadeusz Kościuszko (6 sierpnia 1792)

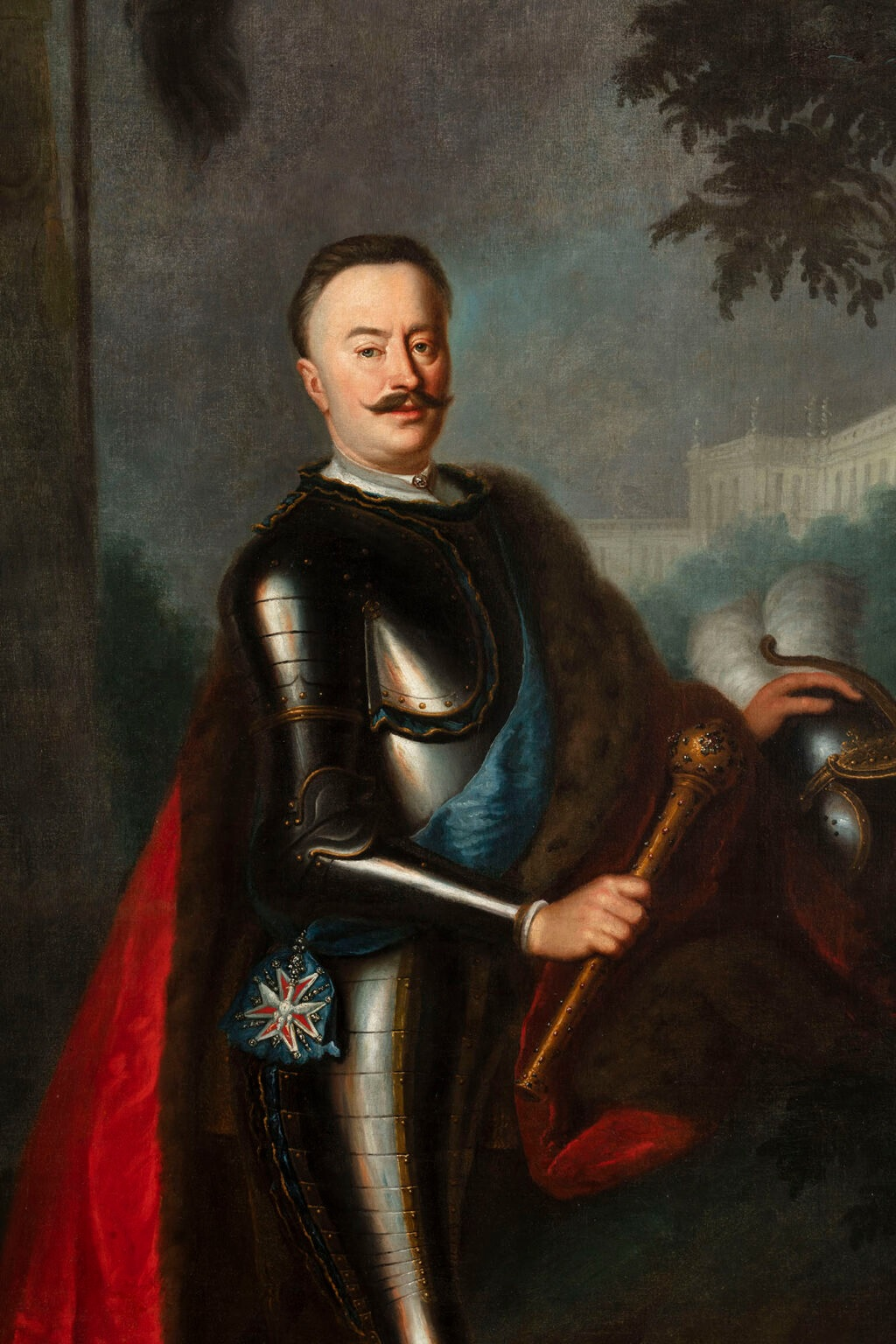
Jan Branicki
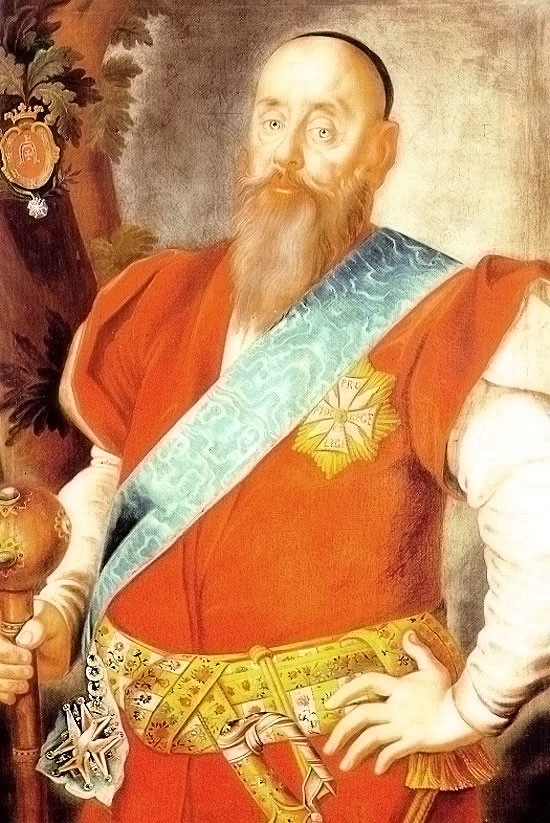
Wacław Rzewuski
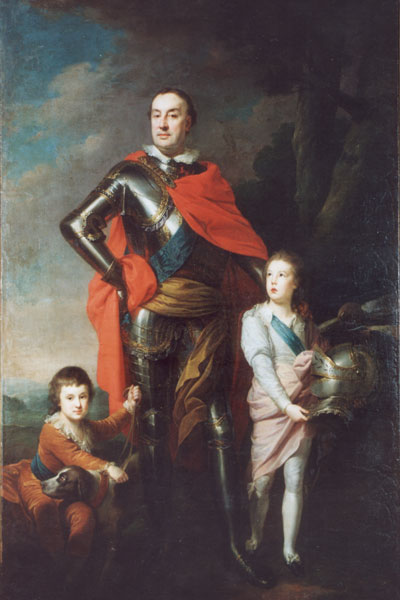
Franciszek Branicki
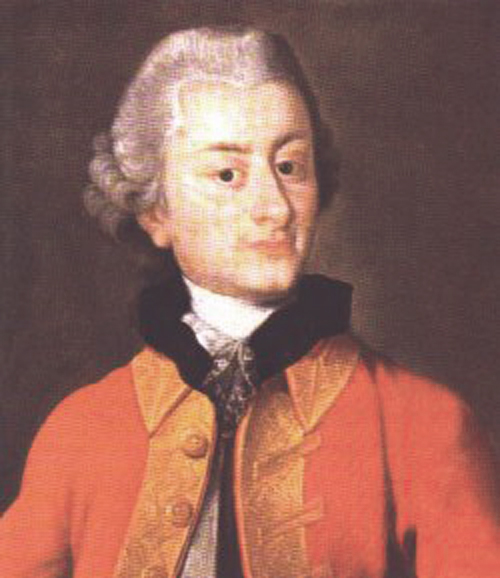
Seweryn Rzewuski

Pułkownicy
- gen. Ripp (1717)
- gen. mjr Kamphausen (1737)
- gen. mjr Kamiński (1750)
- książę Antoni Benedykt Lubomirski (gen. mjr 1752, gen. lejtn. 1755–1761)
- Michał Kuczyński (13 czerwca 1761, gen. mjr 20 listopada 1762, zm. 6 marca 1778)
- Marcin Hanicki (1778)

## Hierarchia regimentu
Do 1789 roku regiment zajmował w hierarchii czwarte miejsce po regimentach: im. Królowej, im. Królewicza i Buławy Wielkiej Koronnej. W wyniku przeniesienia regimentu Czapskich na trzecie miejsce, regiment buławy polnej został zdegradowany do nr 5, Po likwidacji buław polnych spadł do nr 8 i oficjalnie nazywany regimentem pieszym nr 8. Do nazwy poprzedniej, wrócił za sprawą konfederacji targowickiej, jednak bez powrotu do numeru. 2 maja 1793 roku Rosjanie wcielili oddział do swojej armii, nadając mu nazwę Kamienieckiego Pułku Muszkieterów.
Schemat
- regiment pieszy buławy polnej koronnej (... 1717-1726) → regiment pieszy buławy wielkiej koronnej (1726-1751) → regiment pieszy buławy polnej koronnej (1751-1786) → regiment 4 pieszy buławy polnej koronnej (1786-1989) → regiment 5 pieszy buławy polnej koronnej (1790-1792) → regiment 8 pieszy koronny(1792) → regiment 8 pieszy buławy polnej koronnej (1992- 1993) ↘ od V 1793 wcielony do wojsk rosyjskich kamieniecki pułk muszkieterów